# Ady Endre Városi Könyvtár és Művelődési Központ
Az egykori Bajai zsinagóga épületében működő Ady Endre Városi Könyvtár egy közművelődési intézmény Baján. Elődje 1948-ban alakult, 1954-ben vette fel Ady Endre nevét és 1985 óta a célnak átalakított egykori bajai zsinagóga épületében üzemel. A folyamatos név- és feladatkör-változtatások után 2018. február 16. óta üzemel jelenlegi nevén és formájában.

## Története

### Az épület
A mezőváros első zsinagógája 1762–1765 között épült Lázár Simon óbudai zsidó támogatásából. Ez a zsinagóga az 1806-os tűzvészben leégett. A második zsinagóga az 1840-es nagy bajai tűzvészben égett le. A ma látható épületet 1842–1845 között építette Frey Lajos tervei alapján Novák József bajai ácsmester. 1845. szeptember 26-án avatta fel a zsinagógát az aradi főrabbi Steinhardt Jakab magyar nyelvű avató beszéddel, melyet később ki is nyomtatott Aradon.
Az épületben az 1840-es tűzvész emlékét a mai napig őrzi a szegények perselyeinek vörös mészkőtáblája. Az építés idejéből való még a szintén vörös mészkő kézmosó is.
Baja városa 1974-ben vásárolta meg a Bajai Izraelita Hitközségtől. A zsinagóga átalakítását könyvtárrá 1982-ben Tornai Endre tervezte, aki ezért Ybl-díjat kapott. Az átalakított épület ünnepélyes átadása 1985. október 22-én volt.

### A könyvtár
Az Ady Endre Városi Könyvtár 1948-ban még a bajai múzeum keretében kezdte működését, mint a város első nyilvános könyvtári szolgáltatója. Korábban több olvasókör, kaszinó is működött a városban. Az egyik legnagyobb előd, melynek könyveit örökölte a könyvtár a Bajai Polgári Olvasó Egylet (későbbi nevén Tóth Kálmán Polgári Kaszinó). 1950-ben költözött a könyvtár a Tóth Kálmán tér 1-be,  és ekkor vált el a múzeumtól. 1951-ben Dél-dunai Tudományos Könyvtár lett a neve. a következő évben összevonták a Körzeti Könyvtárral, ekkor az új intézmény neve: Járási Könyvtár lett. 1954. május 2-án vette fel Ady Endre nevét. 1972-ben a Járási Tanács megszűnte után visszakerült a városhoz, és lett a neve Ady Endre Városi Könyvtár. 2008. március 1-jével megszűnt, helyette létrehozták az Ady Endre Városi Könyvtár és Művelődési Központot.
A két nagy múltú intézmény azóta közösen szervezi Baja város kulturális életét. A bajai városi könyvtár kiemelt közkönyvtárként van számon tartva az országban. Az 1948-ban megalakított közkönyvtárat, 1950-ben választották le a múzeumról. Az évtizedek során több helyet is kinőtt, ezért a város folyamatosan igyekezett megfelelő elhelyezési lehetőséget találni. Jó megoldásnak kínálkozott a bajai zsinagóga helyreállítása és könyvtárrá alakítása. Az 1982-ben kezdődött felújítási - és átalakítási - munkálatok után 1985. október 22-én került sor a Könyvtár megnyitására. A könyvtárban végzett munkálatokért a tervező Tornai Endre, Ybl-díjat kapott. 1993. december 1-jén a Zsinagóga mellett - a volt zsidó Hitközségi székházban, az egykori iskolában - a Gyermekkönyvtár hivatalos átadása volt.
Az AEVK feladatának tekinti, hogy gyűjteménye és szolgáltatásai révén minél kedvezőbb feltételeket biztosítson a közügyek intézéséhez, a közhasznú ismeretek megszerzéséhez, a folyamatos önművelődéshez, az élethosszig tartó tanuláshoz, a magyar és az egyetemes kultúra értékeinek megismeréséhez, a hátrányos helyzetűek esélyegyenlőségének növeléséhez, a szabadidő hasznos eltöltését szolgáló rendezvényeknek, civil szervezeteknek, a város történetének, kulturális, néprajzi hagyományainak, természeti értékeinek, gazdasági és társadalmi folyamatainak kutatásához és bemutatásához.

## Képtár

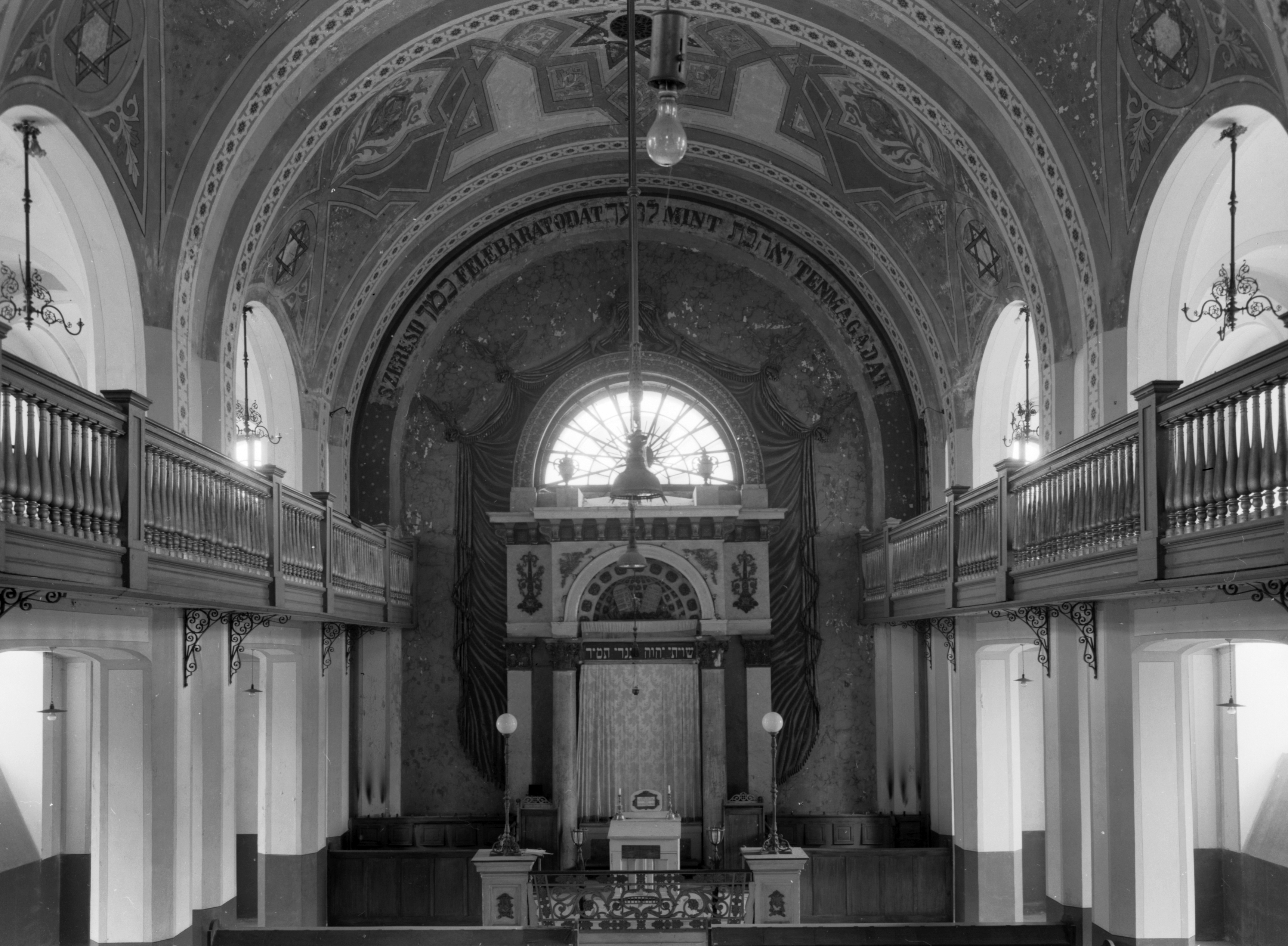
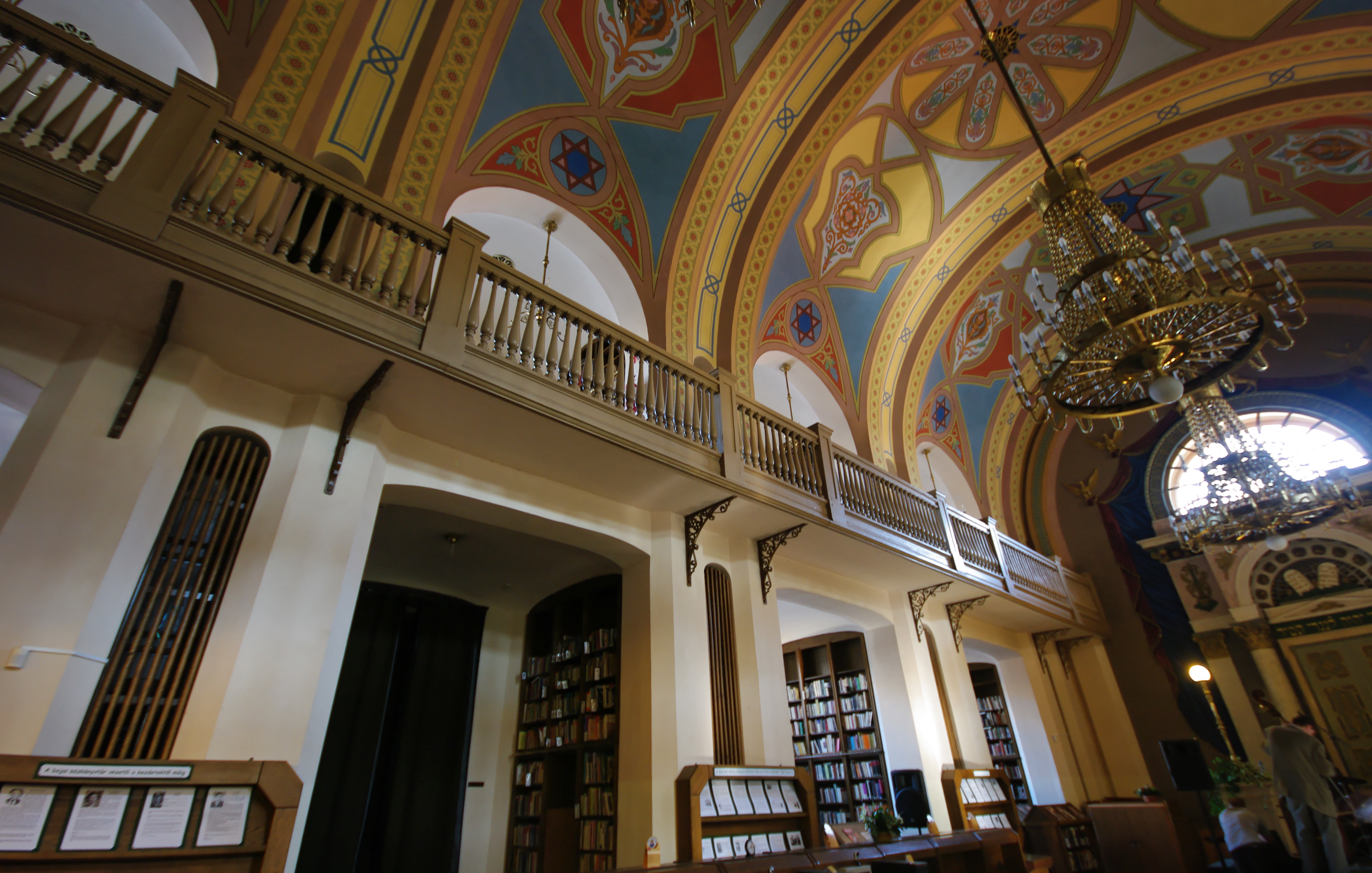
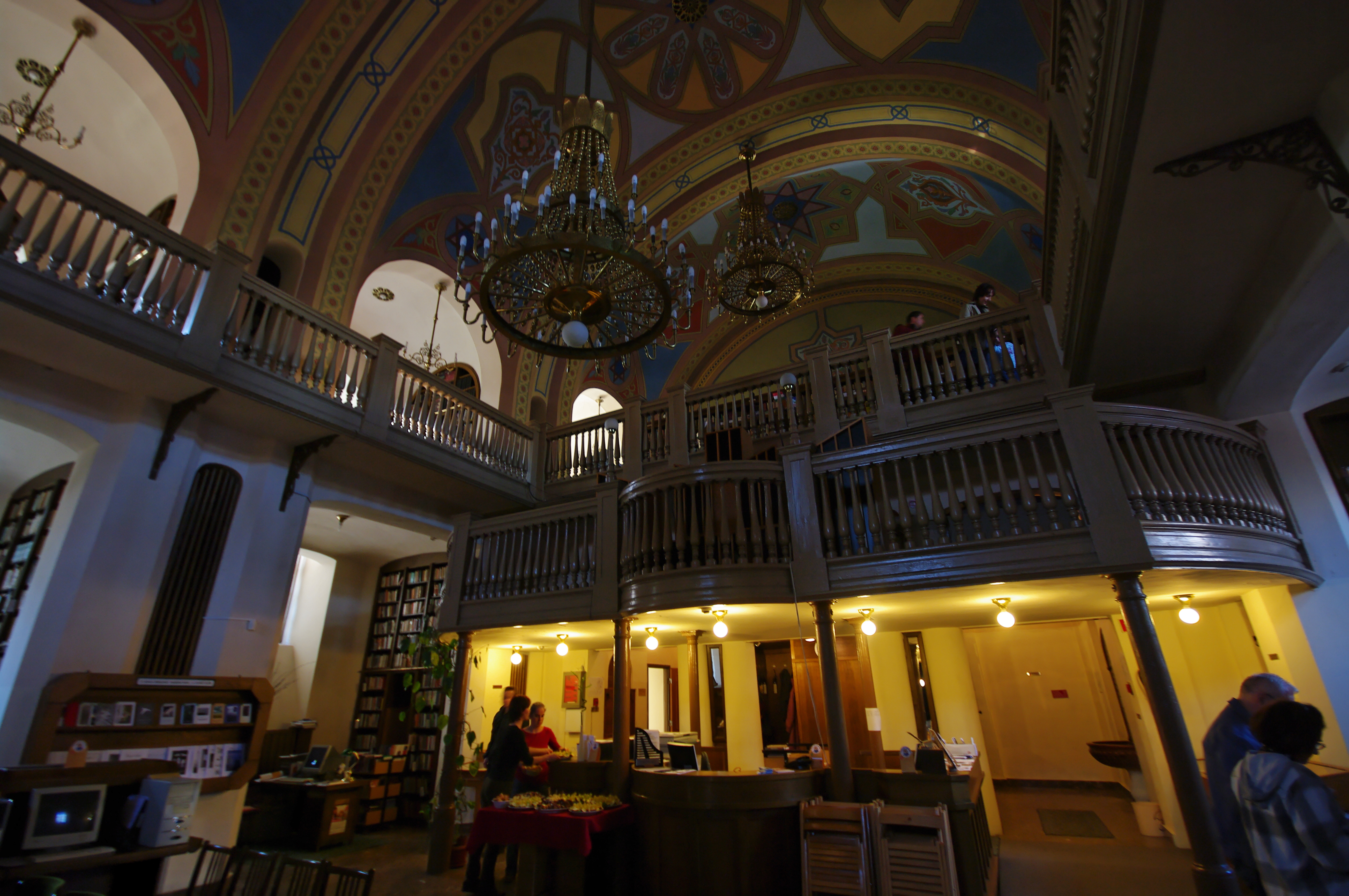